# Droga wojewódzka nr 358
Droga wojewódzka nr 358 (DW358) – droga wojewódzka w województwie dolnośląskim łącząca DW357 w Włosieniu z DK3 w Szklarskiej Porębie.

## Miejscowości leżące przy trasie DW358
- Włosień (DW357)
- Platerówka
- Smolnik
- Leśna (DW393)
- Świecie (DW360)
- Pobiedna
- Świeradów-Zdrój (Czerniawa-Zdrój) (DW361)
- Szklarska Poręba (DK3)